# Traffic (tijdschrift)
Traffic  is een internationaal, aan collegiale toetsing onderworpen wetenschappelijk tijdschrift op het gebied van de celbiologie. Het wordt uitgegeven door Wiley-Blackwell en verschijnt maandelijks. Het eerste nummer verscheen in 2000.